# Бодуен
Бодуен (на френски: Baudouin; на нидерландски: Boudewijn) е кралят на белгийците от 1951 до 1993 година.

## Биография
Той е роден на 7 септември 1930 година в Лакен и е най-възрастният син на крал Леополд III и принцеса Астрид Шведска.
Заема престола след абдикацията на баща си през 1951 година, сложила край на продължителна династична криза. През 1960 година се жени за испанката Фабиола де Мора и Арагон, двамата нямат деца. Умира на 31 юли 1993 година в Мотрил, Испания, и е наследен от по-малкия си брат Албер.